# Letiště Vídeň
Mezinárodní letiště ve Vídni (IATA: VIE, ICAO: LOWW) (německy: Flughafen Wien) se nachází ve Schwechatu 18 km od centra Vídně a 40 km od centra Bratislavy. Je to nejrušnější a největší letiště v Rakousku. Je leteckou základnou aerolinek Austrian Airlines, easyJet Europe, Eurowings a Laudamotion (2018). V regionu jsou největšími soupeři letiště v Mnichově a Praze.
V roce 2018 odbavilo toto letiště 27 milionů cestujících, což byl nárůst 10,8 procenta oproti minulému roku.

## Historie
Letiště Vídeň-Schwechat bylo původně vybudováno jako vojenské letiště v roce 1938. V roce 1945 bylo převzato britskými úřady. V roce 1954 byla založena Betriebsgesellschaft , a letiště Schwechat ve Vídni nahradilo letiště Aspern jako hlavní letiště v zemi. V té době byla na letišti Schwechat jen jedna vzletová a přistávací dráha, která byla v roce 1959 prodloužena na 3 000 metrů a letiště se opět stalo hlavní letištěm města. Výstavba nové odbavovací budovy začala v roce 1960. V roce 1972 byla vybudována druhá vzletová a přistávací dráha.
V prosinci 2017 zkrachovala aerolinie Niki, která zde měla hlavní leteckou základnu.

## Doprava na letiště

### Veřejná doprava
Letiště má vlastní podzemní vlakovou zastávku, kam přijíždí vídeňské i celorakouské vlaky. Linka S7 vídeňské vlakové dráhy S-Bahn propojuje letiště s centrem města za čas přibližně 25 minut. Spojení s vlakovým nádražím Wien Mitte poblíž centra města nabízí vlak City Airport Train za přibližně 16 minut. V pravidelných intervalech dopravují na letiště a z letiště také tuzemské i mezinárodní autobusové linky – například z Prahy, Brna, Bratislavy či Budapešti.

### Automobilová doprava
Pro individuální cestování jsou k dispozici půjčovny aut, taxi, ale i sdílení automobilů či servisní limuzíny.  Letiště se nachází jen kousek od dálnice A4 vedoucí centra Vídně, Bratislavy a Budapešti a je tedy autem snadno dostupné ze všech směrů. Součástí je i velkokapacitní parkoviště.

## Terminály
Letiště Vídeň se skládá ze čtyř terminálů:
- Terminál 1 používají hlavně aliance OneWorld a SkyTeam. V roce 2013 prošel rekonstrukcí.
- Terminál 1A slouží pro nízkonákladové dopravce, jde o samostatnou budovu.
- Terminál 2 je v současnosti (2018) zavřen pro rekonstrukci. Veškerá letadla z něj byla přesunuta na Terminál 1.
- Terminál 3 slouží rakouské národní aerolinii Austrian Airlines a alianci Star Alliance. Dále sem létají společnosti jako Emirates, Qatar Airways, či El Al, které nepatří do žádné z aliancí.